# Heavy Fuel
"Heavy Fuel" is een nummer van de Engelse rockband Dire Straits. Het verscheen voor het eerst op het laatste studioalbum van de band: On Every Street. "Heavy Fuel" werd tevens uitgebracht als single, het nummer bereikte zelfs een #1 notering in de Mainstream Rock Tracks lijst in Amerika.

## Tracks
1. "Heavy Fuel"
2. "Planet of New Orleans"
3. "Kingdom Come"

Mark Knopfler · John Illsley
Guy Fletcher · Alan Clark · David Knopfler · Pick Withers · Hal Lindes · Terry Williams · Jack Sonni